# Kronärtskockssläktet
Kronärtskockssläktet (Cynara) är ett växtsläkte med omkring tio arter i familjen korgblommiga växter. Kronärtskockssläktets arter är fleråriga tistelliknande örter som ursprungligen kommer från medelhavsområdet, nordvästra Afrika och Kanarieöarna.